# Trama terrorista de Fort Dix em 2007
A Trama terrorista de Fort Dix em 2007 envolveu um grupo de seis homens muçulmanos que foram considerados culpados por supostamente conspirar para encenar um ataque contra militares dos EUA estacionados em Fort Dix, Nova Jersey. O objetivo alegado do grupo era "matar o maior número possível de soldados".
Os homens foram presos pelo Federal Bureau of Investigation (FBI) em 8 de maio de 2007 e processados em um tribunal federal em outubro de 2008. Em 22 de dezembro de 2008, cinco foram considerados culpados de conspiração para cometer assassinato em suas intenções de matar militares dos EUA; quatro receberam penas de prisão perpétua, enquanto um recebeu 33 anos de prisão. O membro remanescente foi alegado ter um papel menor na trama e foi condenado a cinco anos de prisão por delito de posse armas.
Críticos do caso acusam o FBI de ter inventado a conspiração. O FBI usou dois imigrantes com registros criminais como informantes altamente remunerados no caso, um dos quais estava lutando contra a deportação. Além disso, eles apontam questões como a assistência ineficaz de seus advogados, a falta de imparcialidade do juiz e a ausência de evidências explicitas de participação na suposta trama. Por causa do enredo, os três irmãos Duka, Shnewer e Abdullahu foram chamados de Fort Dix Five.

## Suspeitos
- Dritan Duka, Shain Duka e Eljvir Duka são albaneses de Debar, atualmente [[[Macedônia do Norte]]. A família Duka entrou ilegalmente nos Estados Unidos pelo México em outubro de 1984. Em 1989, o pai Ferik Duka requereu asilo no Serviço de Imigração e Naturalização e reconheceu a entrada ilegal da família no país.[8]

Os irmãos tinham um histórico de encontros com a polícia. Entre 1996 e 2006, a polícia de Cherry Hill acusou Dritan e Shain Duka de várias ofensas desordenadas, incluindo posse de maconha, comportamento impróprio, rondando, perturbando a paz e obstruindo a administração da lei. Eles foram multados entre US $ 20 e US $ 830 em várias ocasiões e enviados para casa, de acordo com registros do tribunal. Os três irmãos também receberam cerca de 50 citações de trânsito entre 1997 e 2006 - mais de 20 pela polícia de Cherry Hill - por excesso de velocidade, dirigir sem licença, dirigir na lista suspensa, não comparecer em juízo e outras acusações.
No tribunal, o informante central do FBI, Mahmoud Omar, confessou que Shain e Dritan não sabiam sobre o plano de atacar Fort Dix. Sete anos após o julgamento, Omar declarou: "Eu ainda não sei por que os Dukas estão na cadeia". Omar recebeu US $ 238.000 por seu papel no caso. Os irmãos Duka estão cumprindo penas de prisão perpétua.
- Mohamad Ibrahim Shnewer (22), irmão-de-lei de Eljvir Duka, é um motorista de táxi palestino da Jordânia, que se naturalizou como cidadão dos Estados Unidos. Ele está cumprindo uma sentença de prisão perpétua.
- Serdar Tatar, nascido na Turquia, trabalhava na pizzaria de seu pai.[10] Ele está cumprindo uma sentença de 33 anos.
- Agron Abdullahu, albanês do Kosovo, disse ter fornecido instruções sobre armas ao grupo. Ele trabalhou em um supermercado ShopRite em Buena Vista Township, Nova Jersey.[11] Ele se declarou culpado de uma acusação reduzida de conspirar para fornecer armas de fogo e munição para estrangeiros ilegais,[12] e foi libertado em 2009.

## Contexto
Os seis homens viajaram para as montanhas de Poconos, onde supostamente praticavam disparos de "armas semi-automáticas" em um campo de tiro em Gouldsboro, Pensilvânia. O campo de tiro, na Pennsylvania State Game Land 127, é operado pela Comunidade da Pennsylvania. Um grupo de dez homens gravaram imagens de si mesmos atirando e gritando Allahu Akbar ("Deus é grande"). Eles também se filmaram esquiando, jogando paintball e montando cavalos em sua viagem a Poconos. A defesa argumentou que não era um vídeo de treinamento terrorista.
Em 31 de janeiro de 2006, os homens levaram o vídeo para a Circuit City em Mount Laurel, Nova Jersey, para convertê-lo em um DVD. Depois de visualizá-lo, dois funcionários da loja, Brian Morgenstern e outro não identificado na acusação, alertaram as autoridades, que iniciaram uma investigação em grande escala.
Um informante do FBI se infiltrou no grupo para coletar informações. O planejamento do grupo foi capturado em fitas de vídeo e áudio pelas autoridades federais. Eles também treinaram em Cherry Hill, Nova Jersey. O advogado dos EUA Chris Christie (mais tarde eleito governador de Nova Jersey) disse que um dos suspeitos foi capaz de desenhar, de memória, um mapa detalhado de Fort Dix. Serdar Tatar chegou a ir à polícia na Filadélfia para relatar que estava sendo pressionado para fornecer um mapa de Fort Dix, e que ele suspeitou de um plano terrorista. Entretanto, ele não teve uma resposta das autoridades.
Os homens continuaram a trabalhar em seus empregos. Os irmãos Duka, Eljvir, Dritan e Shain (albaneses) trabalhavam com telhas. Agron Abdullahu (albanês), Serdar Tatar (imigrante legal turco) e Mohamad Ibrahim Shnewer (cidadão dos EUA da Jordânia) ocuparam vários cargos, inclusive como motorista de táxi e funcionário da 7-Eleven.
De acordo com as informações da imprensa, cinco dos homens detidos supostamente pretendiam atacar a base militar de Fort Dix e matar tantos soldados quanto pudessem. O sexto homem preso, Abdullahu, foi acusado de ajudar e incitar a posse de armas de fogo pelos irmãos Duka. Em uma conversa que foi gravada pelo informante, Shnewer disse ao informante do FBI "Minha intenção é atingir uma grande concentração de soldados [...] Você acerta quatro, cinco ou seis Humvees e acende o lugar todo e recua completamente sem quaisquer perdas".
Os homens tentaram, sem sucesso, comprar armas de um informante do FBI, incluindo fuzis AK-47, rifles M16, pistolas semi-automáticas SIG Sauer 9 milímetros, e uma Smith & Wesson 9 mm. O informante afirmou que as armas viriam de um traficante militar subterrâneo de Baltimore, Maryland, que havia retornado recentemente do Egito.
Um dos homens da trama de Fort Dix foi gravado em uma fita de video comentando uma palestra de Anwar al-Awlaki, um proeminente clérigo muçulmano de cidadania americana e iemenita, que se escondeu no Iêmen depois de se radicalizar na prisão entre 2006 e 2007. (Ele teve sua execução autorizada pelo presidente Obama em 2010 por causa de suas numerosas supostas atividades terroristas, e foi morto em setembro de 2011 por um drone dos EUA no Iêmen.) Na fita, Shain Duka exclamou: "Você tem que ouvir essa palestra...é a verdade, sem barreiras, direto como é!"

## Julgamento
Os seis suspeitos foram indiciados em 5 de junho de 2007 e foram processados em um tribunal federal em Camden, Nova Jersey, em 14 de junho, onde se declararam inocentes. O Juiz Distrital dos EUA Robert B. Kugler chamou de "um caso incomum" e pediu que o julgamento começasse no início de outubro, acrescentando: "Se o governo não for capaz de provar este caso, eles não deveriam estar presos. Eu quero resolver isso."
Agron Abdullahu, suspeito de ter o menor papel na trama do ataque, aceitou uma barganha com um limite de 5 anos de prisão por acusações de posse de armas. Os promotores dizem que enquanto Abdullahu forneceu armas para os outros cinco homens, ele resistiu à ideia de atacar a base militar.
Os argumentos de abertura foram apresentados em 20 de outubro de 2008. O procurador-assistente William Fitzpatrick afirmou que os réus foram inspirados pela jihad, dizendo que "sua motivação era defender o Islã. Sua inspiração era a Al Qaeda e Osama bin Laden. Sua intenção era atacar os EUA". Os promotores apresentaram gravações da trama obtidas por dois informantes pagos do FBI durante uma investigação secreta de 16 meses, bem como vídeos suspeitos que foram encontrados no computador de um réu. Os advogados de defesa argumentaram que os vídeos, alegados pela promotoria como sendo vídeos de treinamento de terroristas, mostraram aos réus em férias exibindo "falsas bravatas". Eles atacaram a credibilidade das testemunhas da promotoria. O informante Mahmoud Omar confessou durante o julgamento que dois irmãos Duka - Dritan e Shain - não sabiam de nenhuma conspiração de Fort Dix. "Eles não tiveram nada a ver com este assunto", ele disse. Em 22 de dezembro de 2008, o júri considerou os supostos conspiradores culpados das acusações de conspiração para prejudicar o pessoal militar dos EUA. Eles foram absolvidos da acusação de tentativa de homicídio.
Dritan e Shain Duka foram condenados á prisão perpétua por conspiração, com um adicional de 30 anos para acusações de armas relacionadas. Eljvir Duka e Mohamad Shnewer foram condenados á prisão perpétua, e Serdar Tatar foi condenado a 33 anos de prisão.
Um relatório da NPR de 2011 disse que alguns dos homens associados a esse grupo estavam presos em uma Unidade de Gerenciamento de Comunicação altamente restritiva.
Em janeiro de 2016, os irmãos Dukas compareceram em um tribunal federal em Camden, devido a suas petições para um novo julgamento alegando assistência ineficaz de seus advogados. Eles alegaram que tiveram seus direitos de testemunhar negados por suas defesas. Em junho de 2016, o juiz Robert Kugler negou os pedidos para um novo julgamento. Em sua decisão, o juiz Kugler - o mesmo do julgamento original -  afirmou que os Dukas estavam cientes do seu direito de testemunhar e conscientemente decidiram não fazê-lo. O advogado de Shain Duka, Robert Boyle, classificou a decisão do juiz como "decepcionante, mas não totalmente inesperada" e afirmou que apelaria da decisão. Lynne Jackson, advogada da organização SALM afirmou: “Os apoiadores do Fort Dix Five continuarão a advogar por eles e continuarão a buscar justiça para os irmãos. Nós nunca vamos desistir até que eles estejam livres."

## Encarceramento
Eljvir Duka está atualmente preso na Penitenciária dos Estados Unidos, em Florence High, enquanto Dritan Duka está na Penitenciária dos Estados Unidos, Marion e Shain Duka na Penitenciária dos Estados Unidos, Florence ADMAX. Shain Duka classificou as condições de seu encarceramento em ADX Florence como "uma câmara de tortura psicológica ... Deveria ser ilegal aquele lugar". Sobre o tempo na prisão ele declarou "Você tem que manter sua mente trabalhando. Você sabe, se você simplesmente recuar e ficar deprimido, o mundo cairá sobre você".
Sobre a negativa do governador Charles A Daniels para uma entrevista presencial com o Guardian Shain declarou "Eles não querem que nossa mensagem seja divulgada. Eles não querem nosso lado, nossa visão, nossas palavras".
Mohamad Shnewer está cumprindo sua sentença de prisão perpétua na Instituição Federal Correcional, Terre Haute, uma instalação de segurança média em Indiana.
Serdar Tatar está cumprindo sua sentença de 33 anos na Instituição Federal Correcional, Memphis, uma instalação de segurança média no Tennessee, e está programado para ser libertado em 2036.
Agron Abdullahu foi libertado em 24 de março de 2009.